# Библиография Нила Геймана

## Книги

### Романы и повести
| Год публикации | Название                                 | Оригинальное название            | Источник          |
| -------------- | ---------------------------------------- | -------------------------------- | ----------------- |
| 1990           | Благие знамения (соавтор Терри Пратчетт) | Good Omens                       | [ 1 ] [ 2 ] [ 3 ] |
| 1996           | Никогде (Задверье)                       | Neverwhere                       | [ 1 ] [ 2 ]       |
| 1998           | Звёздная пыль                            | Stardust                         | [ 1 ] [ 2 ]       |
| 2001           | Американские боги                        | American Gods                    | [ 1 ] [ 2 ]       |
| 2005           | Дети Ананси                              | Anansi Boys                      | [ 1 ] [ 2 ]       |
| 2013           | Океан в конце дороги                     | The Ocean at the End of the Lane | [ 1 ] [ 4 ] [ 5 ] |